# 約翰內斯堡原則
《約翰內斯堡關於國家安全、言論自由和獲取信息自由原則》（英語：The Johannesburg Principles on National Security, Freedom of Expression and Access to Information），簡稱《約翰內斯堡原則》，是一套由學者制訂的原則，源於1995年10月1日在南非約翰內斯堡召開的一場國際會議。研究國際法、國家安全及人權等方面的一眾學者在會議中，參照國際法、世界各地的法律、人權標準及國內判決，訂下一系列原則。該原則主要針對在涉及國家安全之情形下，政府對言論自由、資訊流通、新聞自由及法治之侵犯。
雖然《約翰內斯堡原則》並非國際條約，但它不時為各地民間及政府援引，以審視現行法律或立法建議。約翰內斯堡原則自1996年以來引用在聯合國人權理事會的年度決議。會議由總部位於倫敦的非政府組織第十九條和國際反新聞審查中心召集，南非約翰內斯堡的維特瓦特斯蘭德大學應用法學研究中心協辦。

## 爭議
香港特別行政區基本法第二十三條及澳門特別行政區基本法第二十三條是就香港及澳門特別行政區境內有關國家安全，即叛國罪、分裂國家行為、煽動叛亂罪、顛覆國家罪及竊取國家機密等多項條文作出立法指引的憲法條文。
2003年香港政府動議為二十三條立法，聲稱立法建議及後來的草案遵從《約翰內斯堡原則》，但此主張受各專業團體及學者反駁，當中包括約翰內斯堡原則的起草人。結果遭到廣大市民反對，五十萬市民上街遊行反對立法，政府最後擱置立法動議。
2008年澳門開始就國家安全立法，動議在議會中獲得通過，但亦引起市民及學者的廣泛爭議，有學者指責政府違背《約翰內斯堡原則》。
2020年，中國人大通過香港國安法，並將該條法律經由基本法附件三施加於香港基本法中。以西方人權標準而言，該條法例異常嚴苛地侵犯了香港市民的各種自由，並被廣泛譴責為違反《約翰內斯堡原則》。

## 外部連結
- The Johannesburg Principles (PDF)
- 約翰內斯堡原則 (PDF) （页面存档备份，存于）
- Article 19 （页面存档备份，存于） - 非政府組織「第十九條」